# 阿特卡
阿特卡，是西班牙阿拉贡自治区萨拉戈萨省的一个市镇。 总面积85平方公里，总人口2012人（2001年），人口密度24人/平方公里。